# Piemont
Piemont (wł. Piemonte)  – kraina historyczna i region administracyjny w północno-zachodnich Włoszech. Od zachodu graniczy z Francją, od północy ze Szwajcarią i regionem Dolina Aosty, od wschodu z Lombardią i Emilią-Romanią, a od południa z Ligurią.

## Informacje ogólne
- stolica: Turyn
- powierzchnia: 25 402 km²
- liczba mieszkańców: 4,378 mln[1]
- gęstość zaludnienia: 172 os./km²
- prezydent: Alberto Cirio
- ważniejsze miasta: Asti, Alessandria, Cuneo, Novara i Vercelli.

Powierzchnia Piemontu jest górzysta, w zachodniej i północnej części Alpy Zachodnie, w środkowej – Nizina Padańska. Gęsta sieć rzeczna (główna rzeka – Pad), na granicy z Lombardią duże jezioro Maggiore.
Jeden z najbardziej uprzemysłowionych regionów Włoch: przemysł środków transportu, maszynowy, elektrotechniczny, gumowy, papierniczy, materiałów budowlanych, hutniczy (hutnictwo aluminium i żelaza).
W Piemoncie uprawia się zboża, buraki cukrowe, warzywa, drzewa owocowe, trufle, winorośl. Hoduje się bydło, trzodę chlewną i owce.
Rozwinięta turystyka (m.in. sporty zimowe – w Piemoncie znajdują się ośrodki narciarskie takie jak Via Lattea, Monterosa, Mondolè czy Bardonecchia).
W skład regionu wchodzi 8 prowincji: Alessandria, Asti, Biella, Cuneo, Novara, Turyn (zlikwidowana w grudniu 2014), Cusio Ossola i Vercelli.

## Historia
Nazwa regionu zaczęła być używana w XII wieku dla określenia północnych terenów obecnych Włoch. W czasach starożytnych kraina ta była zamieszkiwana przez Celtów, następnie dostała się pod panowanie imperium rzymskiego. Od 568 roku region znajdował się pod władzą Longobardów, by następnie przejść pod władzę Franków (Karol Wielki). W okresie od XI do XV wieku Piemont był podzielony na pięć jednostek terytorialnych: Turyn, Ivrea, Monferrato, Saluzzo, Sabaudia. W XV wieku został ponownie zjednoczony, tworząc Księstwo Sabaudii-Piemontu. W 1720 roku Piemont stanowił kluczowy region Królestwa Sardynii ze stolicą w Turynie. W latach 1799–1814 wcielony przez Napoleona I do Francji. Od ostatecznej klęski Napoleona w 1815 roku centrum polityczne i gospodarcze Królestwa Sardynii i ośrodek włoskiego ruchu zjednoczeniowego (risorgimento) pod egidą domu sabaudzkiego. Od 1860 r. stanowi część zjednoczonych Włoch. Stąd też wywodzi się pierwszy król Włoch Wiktor Emanuel II.